# Augerella inserta
Augerella inserta là một loài tò vò trong họ Ichneumonidae.